# L'Apareguda
L'Apareguda (en castellà i oficialment, La Aparecida) és una pedania del municipi d'Oriola, a la comarca del Baix Segura, al País Valencià. Aquesta limita pel nord amb la Serra d'Oriola, per l'oest amb el Barranc de Castella, l'antic camí que va des del Barranc de Castella fins a la Rambla Salada (que en l'actualitat es diu Carrer Joan Carles I), la Rambla Salada fins a la seua desembocadura, i des d'ací fins a una fita col·locada al costat del Riu Segura, en una línia que travessa diferents propietats (al Rincón de los Cobos) i, per tant, no es pot apreciar a primera vista el límit perquè no coincideix amb camins, rambles, etc. que indiquen a simple vista la frontera amb la veïna Regió de Múrcia, pel sud amb el Riu Segura i per l'est amb la Vereda Salazar, que l'uneix a la resta del municipi d'Oriola. Té 2155 habitants (INE, 2011).

## Origen
Al llarg dels anys s'havia transmés de manera oral com havia sigut la troballa del llenç de la Mare de Déu, però no se sabia amb exactitud ni la data ni altres dades d'interés, doncs no es tenia coneixement de cap document escrit que ho certificara.
Va ser al setembre de 2001 quan Alberto Soto López va tindre la fortuna de donar amb un manuscrit del segle xviii de Montesinos que relatava amb tota precisió com havien ocorregut els fets que, de manera molt resumida, són els següents:
El dia 13 de maig de 1736 estava Jaime Trigueros llaurant en un bancal anomenat L'Olivar Vell quan de sobte se li va embolicar la reixa, i per més força que feia no podia traure-la. Va cridar aleshores al seu mosso Ginés i entre els dos van descobrir una concavitat amb diversos trossos de taules d'olivera i, entre ells, un llenç de poc més de tres pams d'alt amb la proporcionada amplària, molt maltractat per la humitat, que van dur a rentar, i va ser aleshores quan van descobrir que tenien a les seues mans la imatge de la Santíssima Mare de Déu.
A partir d'aquesta troballa, la gent va començar a visitar la casa de Jaime Trigueros amb assiduïtat per adorar-la, i això va tindre com a conseqüència que la casa passara a ser lloc de devoció, de manera que es va convertir al final en una església; dit d'una altra manera, l'actual església de l'Apareguda era la casa de Jaime Trigueros.
D'altra banda, el nom que rebia el lloc on va aparéixer el llenç era Els Esparregars (Los Esparragales), el qual va ser substituït per l'Apareguda, després de l'aparició d'aquest llenç.
Tots els anys, el dia 13 de maig es commemora l'aniversari de la troballa (13 de maig de 1736) i es baixa la Mare de Déu a coll en romeria, des de l'església fins a l'Hoyico. La primera romeria es va celebrar el 13 de maig de 2002. A més a més, la festa en honor de la Nostra Senyora de Betlem se celebra tots els anys l'últim cap de setmana de setembre (encara que es realitzen activitats al llarg de tot el mes, pero aquestes se centren fonamentalment en l'última setmana).

## Infraestructures
Les principals infraestructures són l'església de la Nostra Senyora de Betlem, el Centre Cívic, el consultori mèdic i centre de majors, i el col·legi públic la Nostra Senyora de Betlem.

## Geografia
L'Apareguda està formada pels següents barris: Raiguero de Ponent, Raiguero de Llevant, Vereda Salazar, L'Arenal (se li coneix com “El barri”), Els Tres Ponts, Rincón de los Cobos i L'Apareguda, que és el nucli principal de tota la pedania, on es troben la majoria dels serveis (església, escola, cementeri, etc.), i que se li coneix com “El poble”.
A nivell eclesiàstic funciona com una parròquia independent, la qual té, a més de l'església, una ermita en L'Arenal.
A nivell d'ajuntament cal assenyalar que té dos alcaldes pedanis, un és el principal, que engloba tota la pedania, mentre que l'altre pedani només desenvolupa les seues funcions en els nuclis del Rincón de los Cobos, els Tres Ponts, part de la Vereda Salazar i L'Arenal, que és el nucli principal de la zona d'horta. Ambdues pedanies comparteixen els mateixos serveis en L'Apareguda (nucli principal), com per exemple: escola, metge, cementiri, església, etc.
És el primer poble de la província d'Alacant, començant pel sud, limítrof amb la veïna Regió de Múrcia, de la qual els separa en gran part una rambla (Rambla Salada), el camí que puja a la serra, que és el carrer Joan Carles I, i per la serra El Barranc de Castella.
Així mateix, està travessada per la carretera CN-340, que passa per Raiguero de Ponent, L'Apareguda i Raiguero de Llevant. Per la seua banda, la carretera CV 916 de Camí d'Enmig, que va des d'Oriola fins a Múrcia, travessa la pedania pel sud, passant pel Rincón de los Cobos, els Tres Ponts i L'Arenal.
També cal assenyalar que des del nucli de Raiguero de Ponent ix el Camí Vell de Fortuna cap a aquesta localitat, nom amb què és conegut, i així consta en les escriptures dels terrenys i cases adjacents, però que fa alguns anys, segurament per desconeixement des de l'ajuntament d'Oriola, li van posar el nom de Carrer Tomillo, que no té cap arrelament, i que alguns veïns han intentat sense èxit revertir per retornar el nom original (Camí Vell de Fortuna).

## Demografia
L'Apareguda posseeix una població de 2200 habitants aprox. en 2015.

## Parla
La parla de la pedania és la pròpia de la comarca, el Baix Segura, que és un castellà dialectal que les seues amb diverses característiques a destacar:
En primer lloc, l'existència d'un sesseig que desapareix totalment en arribar a la veïna Regió de Múrcia i els nombrosos vocables d'origen català que estan introduïts en el castellà dialectal.
Així mateix, és important assenyalar que a l'escola s'estudia valencià des de fa molts anys, de manera que cada vegada és major el coneixement d'aquesta llengua.
Sobre aquest tema, podem indicar que en el llibre Sustrato catalán en el habla del Bajo Segura, d'Alberto Soto López, s'explica detalladament l'origen de nombrosos vocables d'origen català en el castellà dialectal de L'Apareguda, que el seu autor denomina valentellà, que sovint, per ignorància, moltes persones han arribat a identificar-lo amb el panotxo murcià, el qual és un altre dialecte diferent, tant des del punt de vista lèxic com fonètic.